# Corupția în Bosnia și Herțegovina
Un sondaj public despre corupție de la Transparency International arată că cetățenii bosniaci percep structurile politice ale Bosniei și Herțegovinei ca fiind profund afectate de corupție. Două treimi dintre cetățeni consideră că eforturile guvernului de a combate corupția sunt ineficiente.
În indicele de percepție a corupției din 2023 al Transparency International, Bosnia și Herțegovina a obținut un scor de 35 pe o scară de la 0 („foarte corupt”) la 100 („necorupt”). Când este clasată după scor, Bosnia și Herțegovina s-a clasat pe locul 108 dintre cele 180 de țări din Index, unde țara care se află pe primul loc este percepută a avea cel mai onest sector public. Pentru comparație cu scorurile la nivel mondial, scorul mediu a fost 43, cel mai bun scor a fost 90 (locul 1), iar cel mai slab scor a fost 11 (locul 180). Pentru comparație cu scorurile regionale, cel mai mare scor în rândul țărilor din Europa de Est și din Asia Centrală a fost 53, scorul mediu a fost 35 și cel mai mic scor 18.

## Dinamica
Nivelurile corupției sunt considerate ridicate în această țară și au creat obstacole în încercarea sa de aderare la UE, conform Raportului de progres al UE din 2013. Arhivat în 29 aprilie 2014, la Wayback Machine. Cadrele juridice și de reglementare ale țării creează oportunități pentru corupție. Plățile de facilitare⁠(d) sunt văzute ca fiind omniprezente în mediul de afaceri bosniac.

## Eforturile anticorupție
Guvernul a stabilit Strategia de Luptă împotriva Corupției 2009-2014 și a urmărit mai multe cazuri considerabile, dar aplicarea cadrelor legislative și instituționale rămâne slabă.

### Îmbunătățirea participării societății civile
Participarea cetățenilor și valorile integrității, responsabilității și transparenței sunt componente esențiale ale combaterii corupției.

## Notă explicativă
1. ↑  Albania, Armenia, Azerbaidjan, Belarus, Bosnia și Herțegovina, Georgia, Kazahstan, Kosovo, Kârgâzstan, Republica Moldova, Muntenegru, Macedonia de Nord, Rusia, Serbia, Tadjikistan, Turcia, Turkmenistan, Ucraina, Uzbekistan